# Московский еврейский кинофестиваль
- 2015 — «Где-то там» Эстер Амрами
- 2016 — «Феникс» Кристиана Петцольда
- 2017 — «Вчерашний расцвет» Криса Крауса
- 2018 — «Фокстрот» Самуэля Маоза
- 2019 — «Неортодокс»  Элирана Малка
- 2020 — «Оставшиеся» Барнабаша Тота
- 2021 — «Город у реки» Виестурса Кайриша
- 2023 — «Секреты моего отца» Веры Бельмонт

- 2017 — «Брут» режиссёра Константина Фама
- 2018 — «Собибор» режиссёра Константина Хабенского
- 2019 — «Война Анны» режиссёра Алексея Федорченко
- 2020 — «Одесса» режиссёра Валерия Тодоровского
- 2021 — «Уроки фарси» режиссера Вадима Перельмана
- 2023 — «Праведник» режиссёра Сергея Урсуляка

Московский еврейский кинофестиваль — ежегодный международный кинофестиваль, который проводится в Москве. В программе — художественные, документальные, короткометражные и анимационные фильмы, посвящённые тематике еврейской культуры, истории, национальной идентификации и современной проблематике.
Основатель и генеральный продюсер кинофестиваля Егор Одинцов, учредитель Фонда поддержки и развития еврейского кино «Ковчег». Фестиваль проводится в партнёрстве и при поддержке различных организаций, в разные годы среди них были Фонд президентских грантов, Роскино, Российский еврейский конгресс, «Гилель», «Сохнут», и другие.
Фестиваль является международным, российские фильмы участвуют в основном конкурсе на общих основаниях, однако, с 2017 года также вручается приз за лучший российский фильм года на еврейскую тематику.

## История

### 2015
1-й Московский еврейский кинофестиваль проходил в Москве с 14 по 17 июня 2015 года в Еврейском музее и центре толерантности, Центре документального кино и кинозале ГУМ. Организаторами фестиваля стали Ваня Боуден, Русина Лекух и Егор Одинцов.
Партнёрами 1-го МЕКФ являлись Федерация еврейских общин России, Еврейский музей и центр толерантности, Еврейское агентство «Сохнут», UJA-Federation of New York, «Роскино» и Ark Pictures.
Членами жюри стали:
- сценарист и режиссёр Константин Фам (председатель жюри);
- президент Федерации еврейских общин России Александр Борода;
- телеведущая, кинокритик и глава «Роскино» Екатерина Мцитуридзе[6];
- сценарист, режиссёр и продюсер Александр Котт;
- сценарист и продюсер Руслан Сорокин.

В программу фестиваля вошел 21 фильм. В полнометражном игровом конкурсе победила картина Эстер Амрами «Где-то там». В рамках внеконкурсных показов был продемонстрирован мультфильм «Кот раввина». Фильмом закрытия стала «Ида» Павла Павликовского.
Общее количество зрителей, посетивших кинопоказы и образовательные мероприятия фестиваля, превысило 2500 человек. 1-й МЕКФ получил премию «Скрипач на крыше» в номинации «Культурное событие года».

### 2016

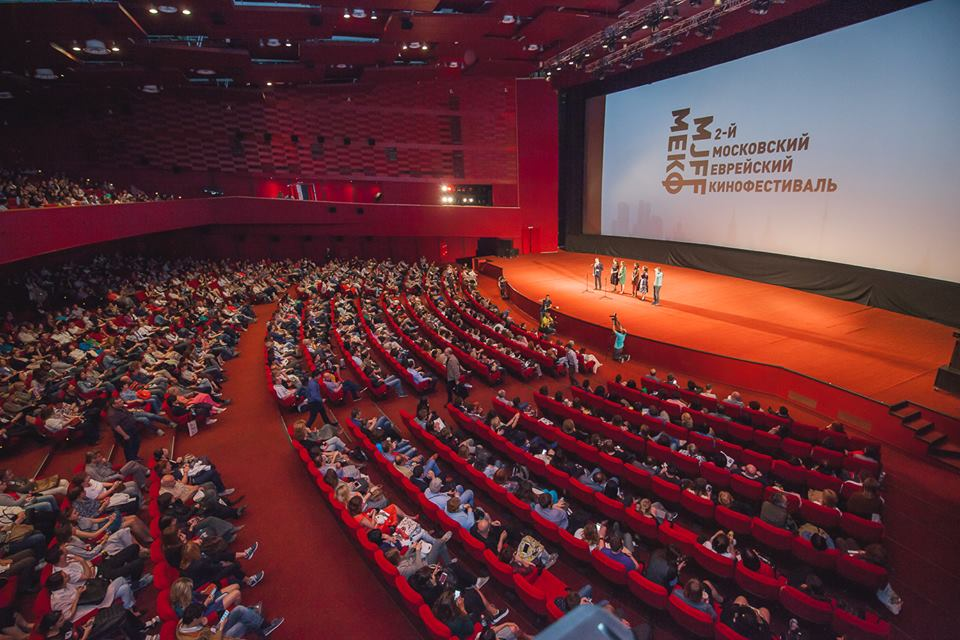
Церемония открытия 2-го Московского еврейского кинофестиваля.

2-й Московский еврейский кинофестиваль проходил с 14 по 21 июня 2016 года на четырёх площадках: в Еврейском музее и центре толерантности, Центре документального кино, кинозале ГУМ и кинотеатре «Октябрь».
Членами жюри основного конкурса 2-го МЕКФ стали:
- режиссёр, сценарист и актёр Александр Митта (председатель жюри);
- раввин, президент Федерации еврейских общин России Александр Борода;
- телеведущая, кинокритик и глава «Роскино» Екатерина Мцитуридзе;
- режиссёр, сценарист и оператор Сергей Мокрицкий.

Программа 2-го МЕКФ включала в себя 35 фильмов. Фильмом открытия фестиваля стал режиссёрский дебют Натали Портман «Повесть о любви и тьме», он же участвовал в основной конкурсной программе наряду с картинами «Феникс» Кристиана Петцольда (получил главный приз), документальной работой «Дело Козальчика» и другими. Вне конкурса были отобраны в том числе фильмы «Сын Саула» Ласло Немеша, «Битва за Севастополь» Сергея Мокрицкого и др.
Общее количество зрителей, посетивших кинопоказы и образовательные мероприятия фестиваля, превысило 5000 человек.

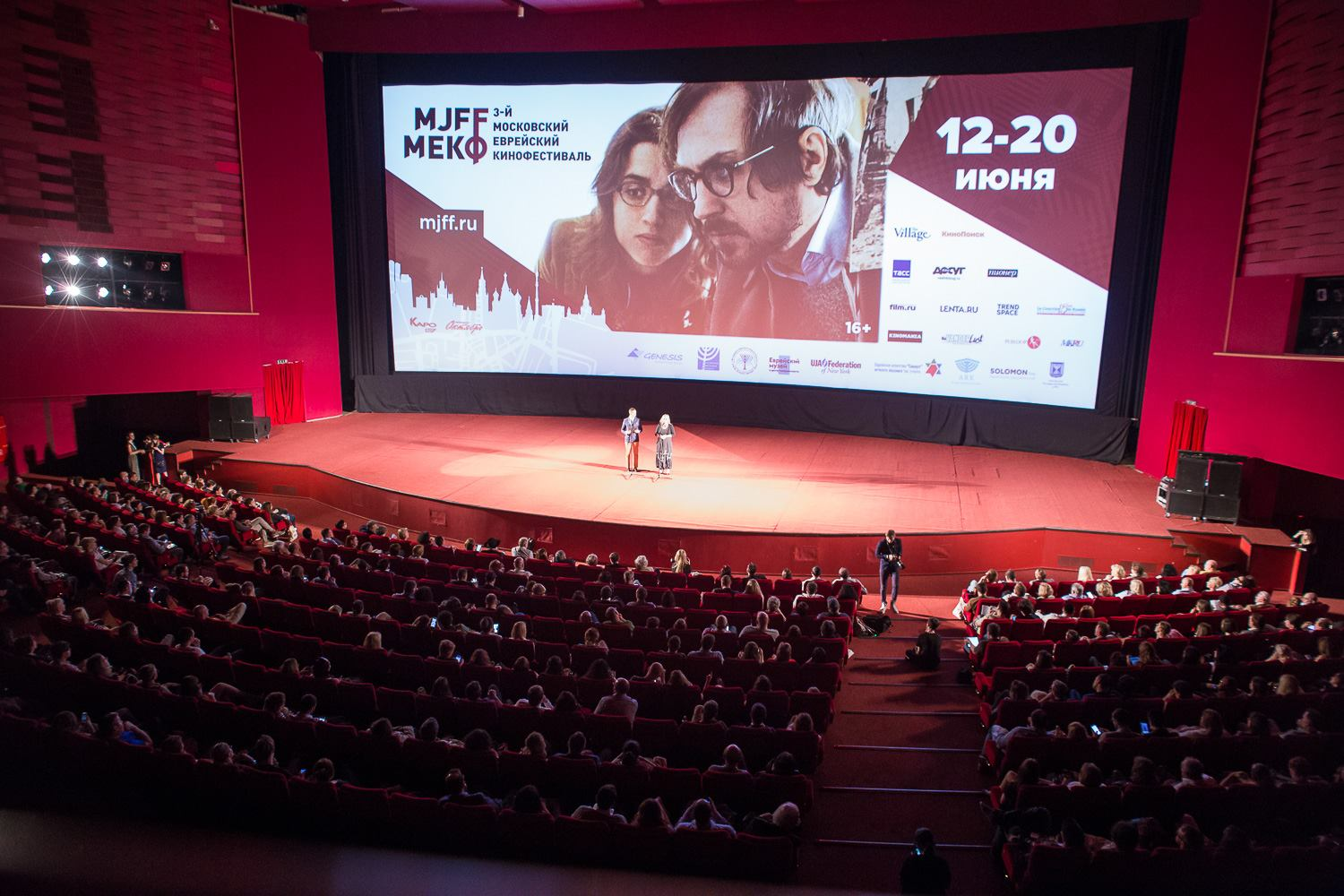
Церемония открытия 3-го Московского еврейского кинофестиваля.

### 2017
3-й Московский еврейский кинофестиваль проходил с 12 по 20 июня 2017 года на четырёх площадках: в Еврейском музее и центре толерантности, Центре документального кино, кинозале ГУМ и кинотеатре «Октябрь».
Членами жюри основного конкурса 3-го МЕКФ стали:
- режиссёр Павел Лунгин (председатель жюри);
- актриса Юлия Ауг;
- режиссёр Елена Хазанова;
- актёр, продюсер, сценарист, режиссер Игорь Угольников.

В других жюри заседали композитор, певец Аркадий Укупник и режиссёр, актёр, продюсер Дмитрий Астрахан.
Фильмом открытия фестиваля стала картина немецкого режиссёра Криса Крауса «Вчерашний расцвет». Фильм представил исполнитель главной роли, немецкий актёр Ларс Айдингер. Открытие прошло в первом зале кинотеатра «Октябрь», где собралось свыше 1600 зрителей.
В программу фестиваля вошло 49 фильмов. В основную конкурсную программу, кроме «Вчерашнего расцвета», вошли также картины «Стефан Цвейг» Марии Шрадер, «Песнь песней» Евы Нейман и другие. Вне конкурса, среди прочих, был показан фильм «Рай» Андрея Кончаловского, режиссёр получил почётный приз за вклад в развитие еврейского кино в России.
Лучшим фильмом был признан «Вчерашний расцвет», приз жюри получила «Песнь песней».
Общее количество зрителей, посетивших кинопоказы и образовательные мероприятия фестиваля, превысило 8000 человек.

### 2018

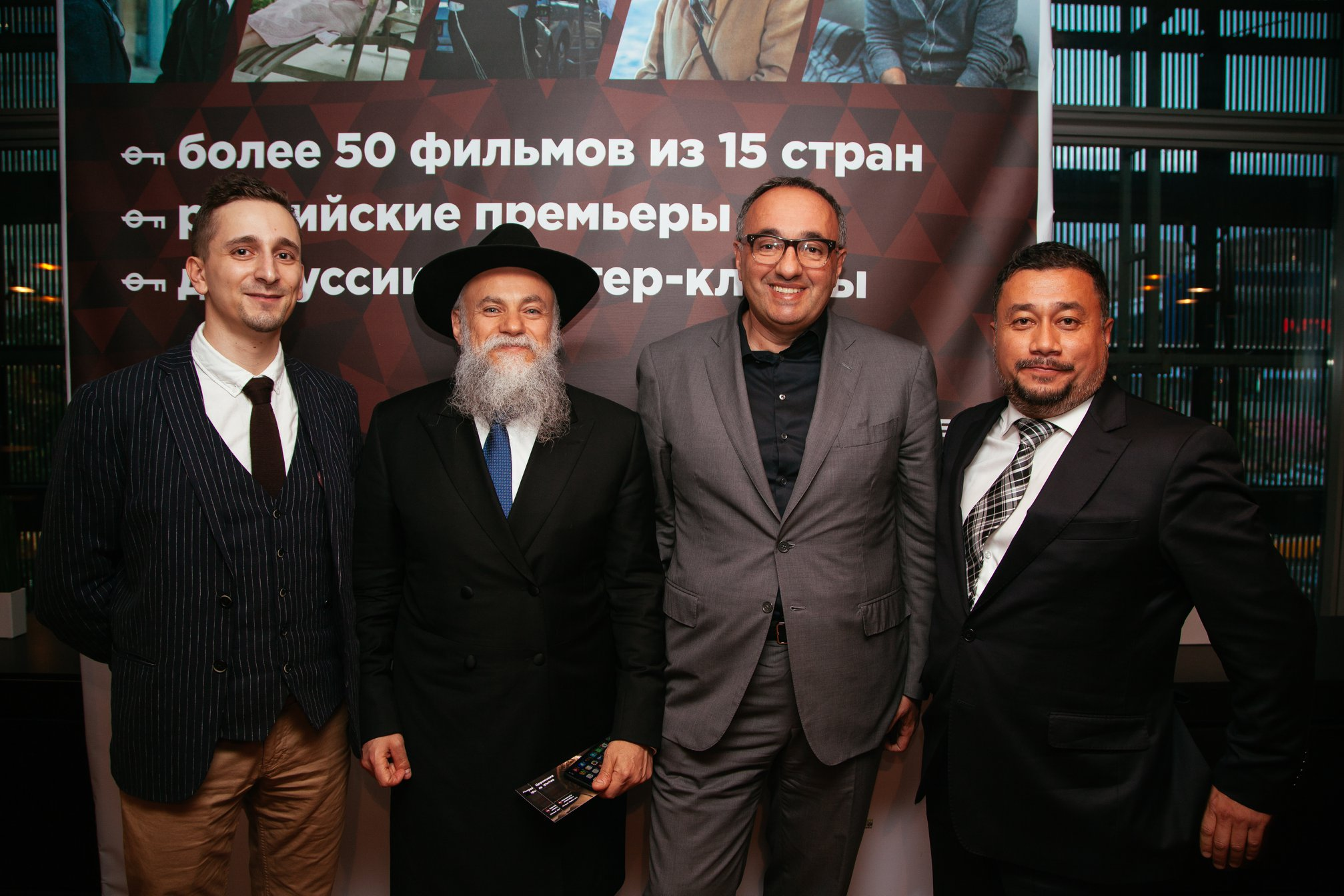
Церемония открытия 4-го Московского еврейского кинофестиваля.

4-й Московский еврейский кинофестиваль проходил с 22 по 30 мая 2018 года (сдвинуть даты с июня решили, чтобы не пересечься с чемпионатом мира по футболу 2018 года) на пяти площадках: в Еврейском музее и центре толерантности, Центре документального кино, кинозале ГУМ, кинотеатре «Октябрь» и в Garage Screen, летнем кинотеатре музея «Гараж».
Членами жюри основного конкурса 4-го МЕКФ стали:
- продюсер Александр Роднянский (председатель жюри);
- режиссёр Владимир Котт;
- американский продюсер, режиссёр, сценарист, актёр Бретт Ратнер;
- кинокритик Лариса Малюкова;
- актриса, режиссёр Алиса Хазанова.

В жюри документального кино заседали режиссер Владимир Алеников и кинодистрибьютор Дмитрий Литвинов, в жюри конкурса игрового короткометражного кино — продюсеры Илья Бачурин и Макар Кожухов.
В программу фестиваля вошло 53 фильма. Фильмом открытия (вне конкурса) стало «Отрицание» Мика Джексона с Рэйчел Вайс в главной роли. В основном конкурсе прошли премьеры фильма «Неповиновение» Себастьяна Лелио с Рэйчел Вайс, «Фокстрота» Самуэля Маоза, картины-лауреата «Золотого льва» Венецианского кинофестиваля — 2017, и других. Во внеконкурсной программе были показаны фильмы: «Норман: Умеренный взлёт и трагическое падение нью-йоркского посредника» с Ричардом Гиром в главной роли; «Молодой Карл Маркс» Рауля Пека с Аугустом Дилем в образе Карла Маркса; байопик «Фриц Ланг» о жизни немецкого режиссёра, классика немецкого экспрессионизма; киноальманах «Свидетели» Константина Фама; в документальной программе, кроме прочих, — «Мёртвая нация» Раду Жуде; в рамках ретроспективных показов — «Папа» Владимира Машкова (актёр и режиссёр получил почётный приз фестиваля за вклад в развитие еврейского кино в России).
Лучшим фильмом был признан «Фокстрот», приз жюри получила картина «Менаше».

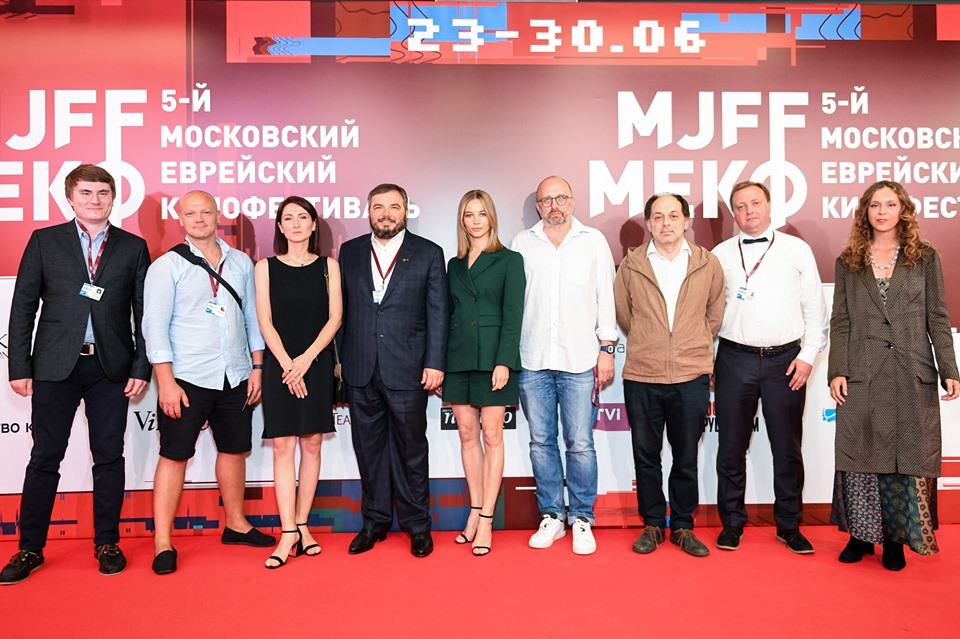
Церемония открытия 5-го Московского еврейского кинофестиваля. Члены жюри.

### 2019 — V
Проходил с 23 по 30 июня 2019 года на следующих площадках: в киноцентре «Октябрь», кинотеатрах «Звезда» и «Космос» сети «Москино», Центре документального кино, кинозале ГУМ, Еврейском музее и центре толерантности, издательстве «Книжники» и Московском еврейском общинном центре (МЕОЦ).
Членами жюри основного конкурса 5-го МЕКФ стали:
- продюсер Тимур Вайнштейн (председатель жюри)[43];
- генеральный продюсер студии «Метрафильмс» Артём Васильев;
- режиссёр и сценаристка Нигина Сайфуллаева;
- американский продюсер Стивен Мао;
- еврейская деятельница, писательница Жаклин Семха Гмах[44];
- журналист, кинокритик Ник Холдсворт[45];
- режиссёр, кинокритик Никита Лаврецкий;
- актриса Светлана Устинова.

В программу фестиваля вошло 59 фильмов. В основном конкурсе были показаны картины «В прах» Шона Снайдера с Гезой Рёригом и Мэттью Бродериком (фильм открытия), израильская работа «Неортодокс», «Переводчик» с Петером Симонишеком и Иржи Менцелем (фильм ранее показывался во внеконкурсной программе Берлинского кинофестиваля — 2018) и другие. Фильмы — участники документальной программы 5-го МЕКФ из России — «Дина Рубина. На солнечной стороне», посвященный писательнице Дине Рубиной, и «Антон Чехов и Исаак Левитан: двойной портрет в интерьере эпохи». Во внеконкурсной программе — «Синонимы» Надава Лапида (лауреат «Золотого медведя» Берлинского кинофестиваля — 2019), короткометражный фильм «Кожа» Гая Натива (лауреат «Оскара» в номинации «Лучший игровой короткометражный фильм»), «Война Анны» Алексея Федорченко (фильм получил приз имени Якова Каллера за лучший российский фильм года на еврейскую тематику) и другие. В рамках ретроспективы еврейского кино было показаны фильмы «Бесславные ублюдки» Квентина Тарантино, «Обыкновенный фашизм» Михаила Ромма и «Из ада в ад» Дмитрия Астрахана.
Лучшим фильмом был признан «Неортодокс», «В прах» получил приз жюри.

### 2020
6-й Московский еврейский кинофестиваль проходил с 19 по 29 ноября 2020 года. Даты передвинули на осень из-за эпидемии COVID-19 и связанных с этим карантинных ограничений в Москве. Фестиваль впервые проходил в гибридном формате, одновременно офлайн (на двух площадках, в киноцентре «Октябрь» и кинотеатре «Иллюзион»), где показали основной и документальный конкурс, и онлайн, на сайте zerem.tv, где демонстрировалась короткометражная программа и большая часть внеконкурсной.
Членами жюри основного конкурса 6-го МЕКФ стали:
- режиссёр, продюсер, сценарист Тимур Бекмамбетов (председатель жюри)[53];
- американский режиссер-документалист Фредерик Уайзман;
- немецкий продюсер Симоне Бауманн[54];
- российская актриса Наталья Павленкова;
- американская славистка, киновед Вида Джонсон[55];
- российско-американский режиссёр Кирилл Михановский;
- американский куратор, директор еврейского кинофестиваля в Майами Игорь Штейренберг[56][57].

В других жюри заседали в том числе режиссёр Михаил Местецкий и продюсер фильма «Аутло» Вероника Чибис.
В программу фестиваля вошло 50 фильмов. В основном конкурсе демонстрировались такие картины, как «Оставшиеся» (венгерская заявка на «Оскар»-2020, фильм прошел в декабрьский шорт-лист); «Миньян» (участник программы «Панорама» Берлинского кинофестиваля — 2020); американский фильм «Меня зовут Сара» (проект фонда «Шоа»); немецкая картина «Фрау Штерн» и другие. Вне конкурса были показаны фильмы «Кролик ДжоДжо» Тайки Вайтити (российская премьера); «Сопротивление» Хонатана Якубовича с Джесси Айзенбергом, Клеманс Поэзи, Гезой Рёригом, Эдом Харрисом; «Крещендо» с Петером Симонишеком в главной роли; документальный фильм Раду Жуде «Отправление поездов» (участник программы «Форум» Берлинского кинофестиваля — 2020) и другие.
Лучшим фильмом был признан «Оставшиеся», «Фрау Штерн» получил приз жюри.

### 2021 — VII
Проходил 3-12 откября 2021 года, церемония открытия прошла в киноцентре «Октябрь», гостями стали предприниматель Роман Абрамович; президент Федерации еврейских общин России Александр Борода; Посол Государства Израиль в Российской Федерации Александр Бен Цви; Народный артист России Эммануил Виторган; деятель киноиндустрии Сэм Клебанов; программный директор Открытого российского кинофестиваля «Кинотавр» Ситора Алиева и другие.
Картиной открытия стала анимационная драма «Где Анна Франк?». Лучшим фильмом жюри признало латвийский фильм «Город у реки» режисёра Виестурса Кайриша, а Приз имени Якова Каллера «Лучший российский фильм 2021 года на еврейскую тему» получила картина «Уроки фарси» режиссера Вадима Перельмана.

### 2023 — VIII
3-11 сентября 2023 года, церемония открытия прошла в киноцентре «Октябрь», председатель жюри фестиваля актер Леонид Ярмольник: фильмом открытия стала российская премьера израильской военной драмы «Голда. Судный день». Приз за лучший фильм был присуждён анимационной каритине «Секреты моего отца» режиссёра Веры Бельмонт; приз имени Якова Каллера за «Лучший российский фильм 2022 года на еврейскую тематику» — «Праведник» режиссёра Сергея Урсуляка.

### 2024 — IX
Проведение IX кинофестиваля анонсировано в Москве с 24 ноября по 1 декабря 2024 года.

## Организаторы
Организатором Московского еврейского кинофестиваля является Фонд поддержки и развития еврейского кино «Ковчег», учрежденный продюсерами фестиваля в 2017 году. Фонд Ковчег был создан с целью развития еврейской культуры и сохранения истории, а также продвижения идей гуманизма, толерантности и равноправия при помощи создания и распространения кинематографических произведений и организации мероприятий в сфере кино.

### Оргкомитет фестиваля (дирекция)
- генеральный продюсер — Егор Одинцов[21];
- продюсер — Диана Надарова[69];
- куратор программы игрового кино — Сергей Сдобнов;
- куратор программы документального кино — Егор Сенников;
- образовательный директор — Михаил Либкин[70];
- медиадиректор — Анна Городецкая.

## Программа
Конкурсная программа Московского еврейского кинофестиваля включает в себя программы художественного полнометражного, документального полнометражного, художественного короткометражного и документального короткометражного кино. В соответствии с критериями FIAPF в основном конкурсе игровых полных метров участвуют только художественные фильмы, производство которых закончено не ранее чем за 24 месяца до начала фестиваля.

С этого года Московский еврейский кинофестиваль старается соответствовать критериям аккредитации FIAPF — Международной ассоциации продюсеров кино и телевидения. Одним из требований этой аккредитации является наличие основного конкурса, куда должны входить исключительно международные премьеры, выпущенные в течение года до проведения фестиваля.— Егор Одинцов, генеральный продюсер МЕКФ
Для участия в Московском еврейском кинофестивале фильм должен затрагивать еврейскую тематику: историю, наследие или культуру. Фестиваль принимает заявки через портал filmfreeway.com и festhome.com.

…Вечный поиск еврейской идентичности, проблема ассимиляции диаспор и, наоборот, философия самоутверждения и отделение евреев в обществе, возвращение в историю, восхваление национальных героев и оплакивание жертв, вызовы современности и проблема актуальности и сохранения традиций — все это и многое другое занимает умы кинематографистов всех стран и континентов. Поиск и выбор лучшего еврейского кино за прошедший год — и есть попытка ответить на вопрос, что из себя представляет эта быстро меняющаяся «еврейская» кинематография. — о фестивале

## Жюри
Решение о присуждении наград Московского еврейского кинофестиваля принимает жюри, состав которого определяется дирекцией фестиваля. В состав жюри входят ведущие деятели мирового кинематографа: режиссёры, актёры, критики. В жюри основного конкурса не менее ⅔ членов должны быть иностранцами — фестиваль старается соответствовать критериям аккредитации FIAPF. Кроме того, не менее трёх человек должно состоять в каждом из трёх жюри — основного конкурса, документальной программы и короткометражных игровых фильмов.
Членами жюри фестиваля в разные годы были американский режиссёр-документалист Фредерик Уайзман, советский и российский режиссёр, сценарист и актёр Александр Митта, раввин, президент Федерации еврейских общин России Александр Борода, режиссёры Павел Лунгин, Дмитрий Астрахан, Константин Фам и Александр Котт, продюсеры Александр Агеев и Руслан Сорокин, директор Центра документального кино Софья Капкова и другие.

## Общественный совет
В состав общественного совета МЕКФ входят кинематографисты, деятели культуры, журналисты, религиозные и культурные деятели, неравнодушные к еврейскому кинематографу, разделяющие цели и задачи фестиваля.
В состав общественного совета входят:
- президент Федерации еврейских общин России Александр Борода (председатель совета);
- директор департамента кинематографии Министерства культуры Российской Федерации Светлана Максимченко;
- первый заместитель генерального директора ТАСС, журналист Михаил Гусман;
- журналист, издатель, глава правления Еврейского музея и центра толерантности Борух Горин;
- президент Российского еврейского конгресса, меценат и общественный деятель Юрий Каннер;
- народный артист РФ, режиссёр и сценарист Александр Митта;
- журналистка, писательница Сусанна Альперина;
- дипломат, бывший посол Израиля в России Дорит Голендер-Друкер.

## Призы
Приз фестиваля называется «Ключ к открытиям». Статуэтка символизирует положение еврейской культуры, стоящей на стыке взаимодействия самых разных стран и национальностей. Жюри определяет победителей в следующих номинациях:
- лучший фильм;
- лучший документальный полнометражный фильм;
- лучший художественный короткометражный фильм;
- лучший документальный короткометражный фильм;
- специальный приз жюри.Яков Каллер получает приз за вклад в развитие еврейского кино.

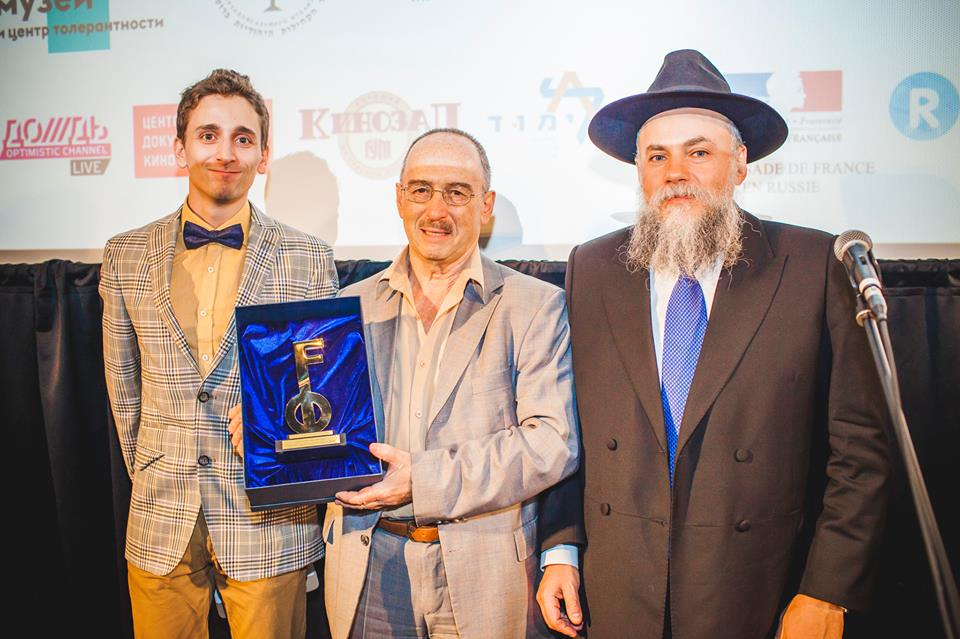
Яков Каллер получает приз за вклад в развитие еврейского кино.

Кроме того, почётный приз за выдающийся вклад в развитие еврейского кино в России присуждает общественный совет, а члены семьи телепродюсера Якова Каллера вручают приз его имени лучшему российскому фильму на еврейскую тематику.
Почётный приз за вклад в развитие еврейского кино получили следующие кинематографисты: телепродюсер Яков Каллер (2015); режиссёр и сценарист Александр Митта (2016); режиссёр, сценарист, продюсер и актёр Андрей Кончаловский (2017); актёр, режиссёр, сценарист и продюсер Владимир Машков (2018); режиссёр, сценарист, продюсер и актёр Дмитрий Астрахан (2019); режиссёр, сценарист и оператор Павел Чухрай (2020).
Приза имени Якова Каллера удостаивались следующие фильмы: «Брут» (2016), «Собибор» (2017), «Война Анны» (2018), «Одесса» (2019).

## Образовательная программа
В рамках фестиваля организована образовательная программа, состоящая из лекций, дискуссий и мастер-классов, цель которых — развернуть диалог вокруг фильмов или затронутых в них тематик, а также познакомить зрителей с ведущими деятелями мирового кинематографа, журналистами, музыкантами, писателями, художниками, историками, философами и исследователями еврейской мысли.
Спикерами Московского еврейского кинофестиваля в разные годы становились: шекспировед и историк театра Алексей Бартошевич, религиовед и историк Юрий Табак, Александр Бартошевич, Александр Митта, Людмила Улицкая, режиссёр Мария Кравченко, исполнитель главной роли в фильме «Сын Саула» Геза Рёриг, исследователь еврейской мысли Ури Гершович, режиссёр и сценарист Андрей Кончаловский, художник Николай Полисский, бизнесмен и общественный деятель Юваль Рабинин, сын погибшего премьер-министра Израиля Ицхака Рабина и многие другие.

## Значимость
Московский еврейский кинофестиваль привлекает новую аудиторию для создания связи с еврейской культурой и еврейским культурным сообществом. Фестиваль способствует позитивному позиционированию еврейской общины в нееврейском мире. Его успех подтверждается растущим интересом со стороны аудитории к самому фестивалю и его событиям, увеличением числа зрителей и последовательным интересом со стороны СМИ и киноиндустрии как в России, так и во всем мире. Большинство фильмов, представленных на фестивале, впервые были показаны в России. Большая часть фестивальных показов — российские премьеры.

Кино на еврейскую тему — это большой вклад в межкультурный диалог, что крайне важно для такого многонационального государства, как Россия.— Александр Борода, президент Федерации еврейских общин России

Мы поддерживаем и будем и дальше поддерживать Московский фестиваль еврейского кино, это очень важно и для российской еврейской общины, и для всей страны в целом. Такой фестиваль — важнейший вклад в установление межнационального и межконфессионального мира.— Юрий Каннер, президент Российского еврейского конгресса